# Basij
Basij je paravojaška prostovoljna organizacija, ki je del Vojske stražarjev islamske revolucije. Velja za pomožno policijsko silo, skrbi za socialno delo, organizacijo javnih verskih prireditev, zatira oporečnike,...
Velja za eno hujših kršiteljic človekovih pravic v Iranu.